# فن قديم

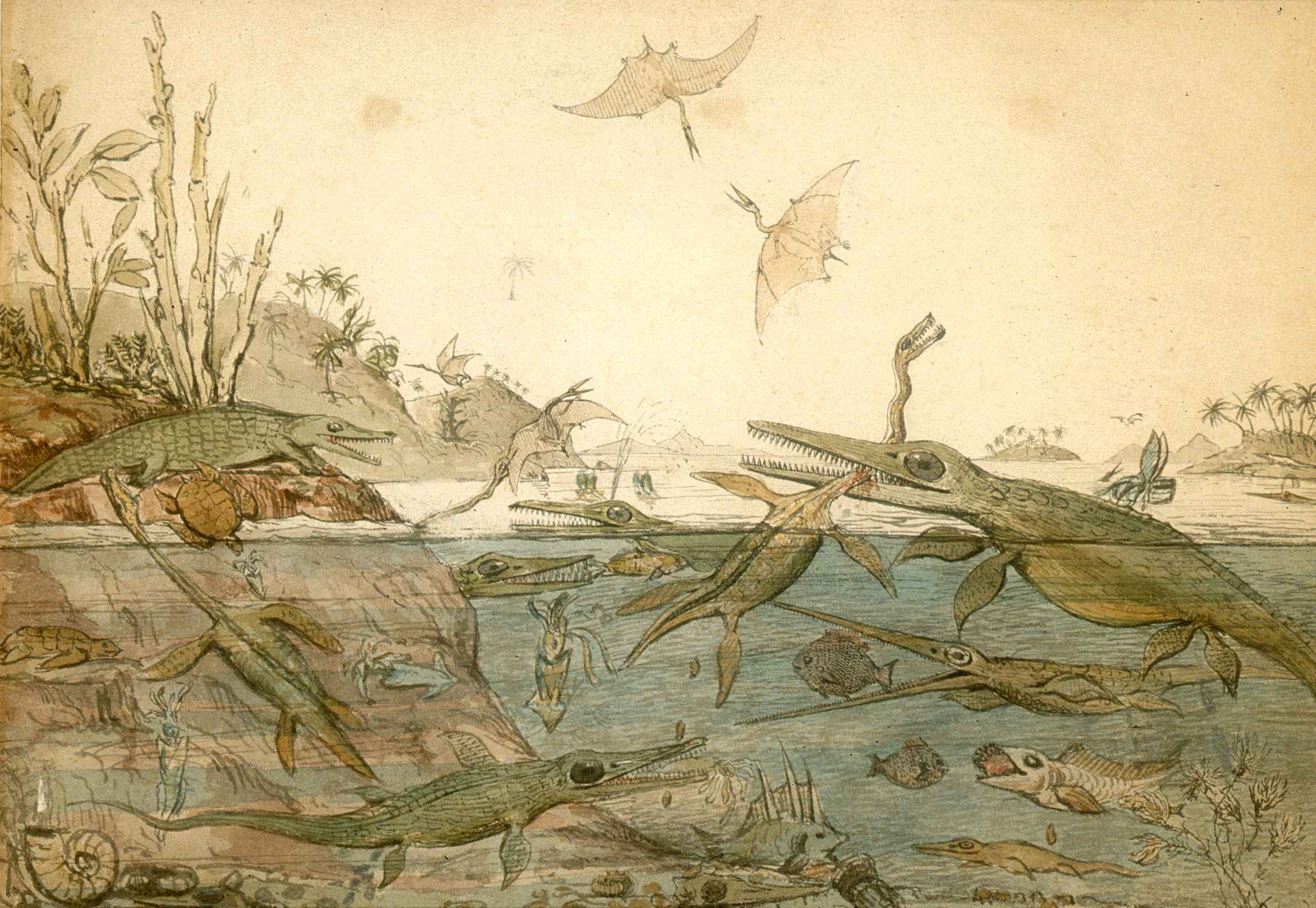

الفن القديم: هو أي عمل فني يحاول تصوير حياة ما قبل التاريخ وفقًا للأدلة العلمية. تعتبر هذه الأعمال تمثيلًا للبقايا الأحفورية أو لصور متخيلة للكائنات الحية وأنظمتها البيئية. عُرف الفن القديم عادةً بأنه مبني بشكل أساسي على العلم، وغالبًا ما يعتمد على تصوير حيوانات ما قبل التاريخ في الثقافة الشعبية، ما يؤثر بدوره على التصور العام لهذه الحيوانات ويزيد الاهتمام بها.
قدّم مارك هاليت مصطلح «الفن القديم» -هو بورتمانتو باليو، مشتق من الكلمة اليونانية القديمة لـ«القديم» و«الفن»- في أواخر الثمانينيات للفن الذي صوّر الموضوعات المتعلقة بعلم الأحياء القديمة، ولكن يُعتقد أنها نشأت تقليدًا مرئيًا في أوائل 1800 في إنجلترا. قد يرجع تاريخ الأعمال القديمة المحتملة -التي تشير إلى اكتشافات الحفريات القديمة- إلى القرن الخامس قبل الميلاد. تُعد الأعمال الفنية الأخرى العائدة إلى أواخر العصور الوسطى في أوروبا، والتي صوّرت المخلوقات الأسطورية، مستوحاة بشكل أكثر وضوحًا من حفريات الثدييات والزواحف الكبيرة التي تعود إلى عصور ما قبل التاريخ والتي كانت معروفة في تلك الفترة.
برز الفن القديم في بداية القرن التاسع عشر بصفته نوعًا متميزَا من الفن لاعتماده على أساس علمي لا لبس فيه، وتماشى مع ظهور علم الأحياء باعتباره مجالًا علميًا متميزًا. استعاد الفنانون القدماء المواد الأحفورية ومظاهر الحياة ومواطن حيوانات ما قبل التاريخ بناءً على الفهم العلمي المحدود لليوم. وكانت اللوحات والمنحوتات التي تعود إلى منتصف القرن التاسع عشر جزءًا لا يتجزأ من تقديم علم الأحياء لمصلحة الناس العامة، مثل: تماثيل ديناصورات قصر الكريستال التاريخية المعروضة في لندن. استمر تطور الفن القديم في الامتداد والدقة إلى جانب علم الأحياء القديمة؛ وذلك نتيجة ظهور الفن القديم «الكلاسيكي» في أعقاب الزيادة السريعة في اكتشاف الديناصورات بعد افتتاح الغرب الأمريكي القديم في القرن التاسع عشر.كان تشارلز ر. ونايت، أول من صوّر الديناصورات على أنها حيوانات نشطة، وسيطر على المشهد الفني خلال أوائل القرن العشرين.
كانت بدايات المرحلة الحديثة للفن القديم من خلال «عصر الديناصورات»، وهي ثورة علمية بسيطة بدأت في أوائل السبعينيات من القرن العشرين، إذ أصبحت الديناصورات معروفة بأنها مخلوقات نشطة في حالة تأهب دائم ومن ذوات الدم الحار وذات صلة بالطيور. أدى هذا التغير في المشهد إلى زيادة التركيز على الإتقان والابتكار والتركيز على تصوير كائنات ما قبل التاريخ على أنها حيوانات حقيقية وتشبه الحيوانات الحية في المظهر والسلوك والتنوع. يتميز العصر «الحديث» من هذا الفن بالتركيز على الدقة والتنوع في الأسلوب والتصوير، بالإضافة إلى ظهور الفن الرقمي الذي زاد من إمكانية الوصول إلى الموارد العلمية وإلى تشكيل مجتمع علمي وفني بفضل الإنترنت. يُعتبر الفن القديم اليوم، نوعًا معترفًا به عالميًا من الفن العلمي، وأصبح الموضوع الرئيس في المسابقات والجوائز الدولية وصالات العروض ومجموعة متنوعة من الكتب وغيرها من البضائع.

## التعريف
كان الدافع الرئيس في البداية هو رغبة كل من الجمهور وعلماء الأحياء العامة في تصوّر فترة ما قبل التاريخ التي تمثلها الأحفورات. أكد مارك هاليت، الذي صاغ مصطلح «الفن القديم» في عام 1987، على أهمية الجهد التعاوني بين الفنانين وعلماء الأحياء العامة وغيرهم من المتخصصين للوصول إلى المعلومات الكافية لإنتاج ترميم دقيق واقعي للحيوانات المنقرضة وبيئاتها.
ونظرًا لأن المعرفة والتصور العام لعلم الأحياء في هذا المجال قد تغير بشكل كبير منذ المحاولات الأولى لإعادة بناء عصور ما قبل التاريخ، تغير بالمثل الفن القديم مع مرور الزمن.